# 安德烈·馬格德夫斯基
安德烈·馬格德夫斯基（1996年1月14日—），北馬其頓籃球運動員。他現在效力於西班牙球隊CB Axarquía。他也代表北馬其頓國家男子籃球隊參賽。